# ケニー・アイアンズ
ケニー・アイアンズ (英: Kenneth Paul Irons、1961年2月17日 - 1988年6月26日 ) は、イギリス・ルートン出身のモーターサイクル・ロードレーサー。
姓は日本のメディアで「アイアン」、「アイロン」との表記もされた。

## 経歴
1978年にレースデビュー。イギリス国内のプロアマ・チャンピオンを経て、1986年にロックタイト・ヤマハのFZ750でイギリス・スーパーストックチャンピオンを獲得する。TT-F1世界選手権にも出走し、2位表彰台など結果を残した。当初の予定では、翌1987年もTT-F1世界選手権へのエントリーを予定していた。
1987年に入り状況が急転し、スズキのWGPにおけるワークス格だった「ヘロン・スズキ」と契約し、世界グランプリ500ccクラス（現MotoGP）にフル参戦が決定。ヘロン・スズキ監督のロジャー・テイラーは、「ケニーには当初6戦ほどスポットでGPを経験してもらって、1988年からGPフルエントリーと考えていたんだが、スズキと綿密な打ち合わせの結果ケニーをGPで育て上げようという事になったんだ。」と経緯を語った。
同年のスズキはV型4気筒エンジンを搭載した新型マシン「RGV-Γ500」の実戦投入を開始した年であり、WGP開幕の前に鈴鹿で開催された全日本ロードレース開幕戦「BIG2&4」にも来日しスポット参戦した。アイアンズはヘロン・スズキ唯一のWGPフル参戦ライダーとしてシーズンを戦う。序盤戦は転倒も多かったが、第6戦ユーゴスラビアGPで10位に入ったのを皮切りに以後5戦連続入賞、第8戦フランスGPでは最高成績となる6位に入った。なお、同年にヘロンスズキからスポット参戦したチームメイトは後の世界王者ケビン・シュワンツだったが、彼の最高成績も5位であり、アイアンズの走りは大きく劣るものではなかった。
1988年よりスズキが「ペプシ・スズキ」としてWGP500に5年ぶりとなるワークス復帰することになり、そのライダーにはシュワンツとロブ・マッケルニアが起用され、ヘロンチームのGP参戦は終了。アイアンズもGPシートを失う。
1988年はイギリス・TT-F1選手権と、新設されたスーパーバイク世界選手権にホンダ・VFR750 / RC30で参戦していたが、6月26日、キャドウェル・パーク・サーキットでの「Shell Oil British Formula TT Race」決勝ウォームアップ走行にて並走する車両と交錯し転倒、混乱が生じた後続でも転倒者が発生し、その車両が倒れているアイアンズの体にぶつかる多重事故が発生。この事故で負った頭部損傷によりアイアンズは搬送先の病院で死去した。27歳没。

## レース戦歴

### ロードレース世界選手権
| 年     | チーム         | クラス | マシン        | 1       | 2       | 3       | 4       | 5       | 6      | 7     | 8     | 9      | 10    | 11      | 12      | 13  | 14  | 15  | 順位 | ポイント |
| ------ | -------------- | ------ | ------------- | ------- | ------- | ------- | ------- | ------- | ------ | ----- | ----- | ------ | ----- | ------- | ------- | --- | --- | --- | ---- | -------- |
| 1987年 | ヘロン・スズキ | 500cc  | スズキ・RGV-Γ | JPN Ret | ESP Ret | GER Ret | ITA Ret | AUT Ret | YUG 10 | HOL 8 | FRA 6 | GBR 10 | SWE 9 | CZE Ret | SMA Ret | POR | BRA | ARG | 14位 | 12       |